# La generazione rubata
La generazione rubata (Rabbit-Proof Fence) è un film del 2002 diretto da Phillip Noyce.

## Trama
Nell'Australia del 1931, per volontà del governo, i bambini di sangue misto (detti anche mezzosangue) sono sottratti con la forza alle famiglie aborigene per essere deportati in appositi centri di rieducazione come quello di Moore River. Ed è qui che giungono tre ragazzine - due sorelle, Molly, e Daisy, e la loro cuginetta Gracie -, dopo essere state prelevate dall'insediamento nativo di Jigalong. La più grandicella, Molly, convince quasi subito le altre due a fuggire per cercare di far ritorno al loro villaggio.
Il film è la cronaca di questa straordinaria fuga a piedi nudi, di oltre 1.500 miglia, attraverso sterminate pianure e deserti: un'autentica odissea durata nove settimane e affrontata dalle tre bambine con incredibile coraggio e risolutezza, avendo come unico riferimento la lunghissima rete di protezione che anni prima i colonizzatori bianchi avevano costruito per difendere i pascoli e i terreni coltivati dai conigli selvatici.
Nonostante i vari tentativi delle autorità governative di riacciuffare le piccole fuggitive (il signor Neville, responsabile del programma di tutela dei mezzosangue, sguinzaglierà sulle loro tracce un'abilissima guida indigena, Moodoo), solo Gracie sarà ripresa. Molly e Daisy riusciranno a ritornare a casa.
In seguito, Molly sposerà un aborigeno da cui avrà due figlie. Una di queste, Doris Pilkington Garimara, è l'autrice del libro da cui il film è tratto.

## Produzione
Il soggetto è tratto dal libro Barriera per conigli (Follow the Rabbit-Proof Fence) di Doris Pilkington, che affronta il tema dei bambini aborigeni australiani forzatamente allontanati dalle loro famiglie, la cosiddetta generazione rubata. Si tratta di bambini mezzo-sangue nati dall'incrocio tra inglesi e nativi.

## Riconoscimenti
- National Board of Review Awards 2002
  - Miglior regista